# Czyżew-Sutki

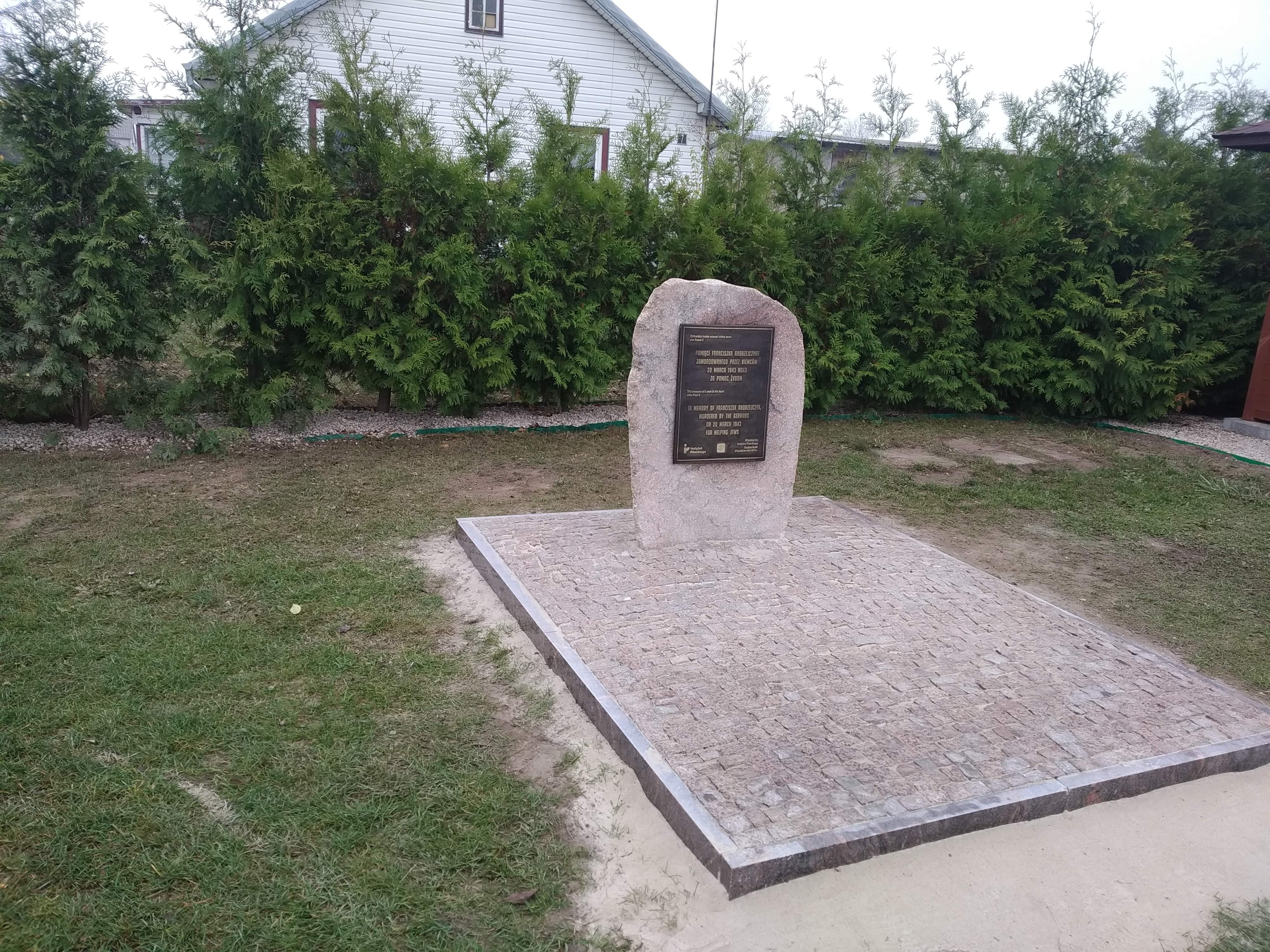
Tablica pamiątkowa poświęcona pamięci Franciszka Andrzejczyka.

Czyżew-Sutki – wieś w Polsce położona w województwie podlaskim, w powiecie wysokomazowieckim, w gminie Czyżew. Leży przy drodze krajowej nr 63. 1 stycznia 2011  miejscowość została pozbawiona 4,17 ha obszaru, który został włączony do nowo utworzonego miasta Czyżew.
W latach 1975–1998 miejscowość administracyjnie należała do województwa łomżyńskiego.
Wierni kościoła rzymskokatolickiego należą do parafii św. Apostołów Piotra i Pawła w Czyżewie.

## Historia
Czyżew wymieniony w dokumencie z roku 1187 jako Cisow...cum eclesia, własność kanoników płockich. Królewski regestr poboru z 1578 wymienia Czizewo ecclesiastica.
Wieś zasiedlona na początku wieku XV. Do końca XIX w. zamieszkiwana przez Sutkowskich herbu Pobóg. Do II wojny światowej własność Mariana i Antoniego Niemyjskiego.
Pod koniec XIX w. jedna z 9. wsi okolicy szlacheckiej Czyżewo w powiecie ostrowskim, gmina Dmochy-Glinki, parafia Czyżewo.
W 1921 r. wyszczególniono:
- folwark Czyżewo-Sutki, gdzie znajdowały się 3 budynki mieszkalne z 46. mieszkańcami (23. mężczyzn i 23 kobiety)
- wieś Czyżewo-Sutki. Było tu 15 budynków z przeznaczeniem mieszkalnym oraz 84. mieszkańców (36. mężczyzn i 48 kobiet). Wszyscy podali narodowość polską[13].

27 października 2019 roku został odsłonięty kamień z tablicą upamiętniający Franciszka Andrzejczyka, Polaka rozstrzelanego przez Niemców za ukrywanie Żydów w czasie II wojny światowej.. 

## Obiekty zabytkowe
- dwór drewniany, pierwotnie tynkowany. Zbudowany w roku 1926 według projektu Adama Henrycha z Warszawy[11].